# سولوش‌دیوروک
سولوش‌دیوروک (به مجاری:  Szőlősgyörök) یک منطقهٔ مسکونی در مجارستان است که در ناحیه فونیود واقع شده‌است. سولوش‌دیوروک ۱۸٫۶۳ کیلومتر مربع مساحت و ۱٬۱۹۲ نفر جمعیت دارد.

## خواهرخوانده
شهر موداوتال خواهرخواندهٔ سولوشگیوروک هست.